# Baoguo-Tempel (Emei Shan)
Der Baoguo-Tempel (chinesisch 報國寺 / 报国寺, Pinyin Bàoguó Sì – „Tempel zum Dienst am Vaterland“) ist einer der wichtigsten buddhistischen Tempel im Gebirge Emei Shan auf dem Gebiet von Emeishan in der südwestchinesischen Provinz Sichuan, das zu den Vier heiligen Bergen des Buddhismus in China zählt. Er ist ein Nationaler Schwerpunkttempel des Buddhismus in han-chinesischen Gebieten.
Er wurde in der Wanli-Ära der Ming-Dynastie erbaut.
In der Haupthalle des Tempels wurde ursprünglich Vertreter der Lehre des Buddhismus, Daoismus und Konfuzianismus verehrt, daher die chinesische Bezeichnung San Jiao Huizong. Später während der Qing-Dynastie änderte der Kangxi-Kaiser die Bezeichnung in Baoguo Si. Über seinem Haupttor hängt ein Schild einer von Kangxi stammenden Aufschrift des Tempelnamens (siehe Foto).
Wichtige Gebäude sind die Maitreya-Halle und seine Haupthalle.
In der Wanli-Ära der Ming-Dynastie wurde eine Huayan-(Avatamsaka)-Pagode aus reinem Kupfer mit viertausendsiebenhundert kleinen Statuen und eingraviertem Avatamsaka-Sutra (chin. Huayan Jing) errichtet. Außerhalb des Tores befindet sich die Lotus-Bronzeglocke. In die Glocke gegossen wurde mit mehr als sechzigtausend Schriftzeichen ein Agama-Sutra und andere buddhistische Inschriften gegossen.
Der Baoguo-Tempel wurde im fünften Jahr der Tongzhi-Ära restauriert.

## Denkmal
Der Tempel steht seit 1961 auf der Liste der Denkmäler der Volksrepublik China (1-133). Er steht ebenfalls auf der Liste der Denkmäler der Provinz Sichuan.

## Bilder

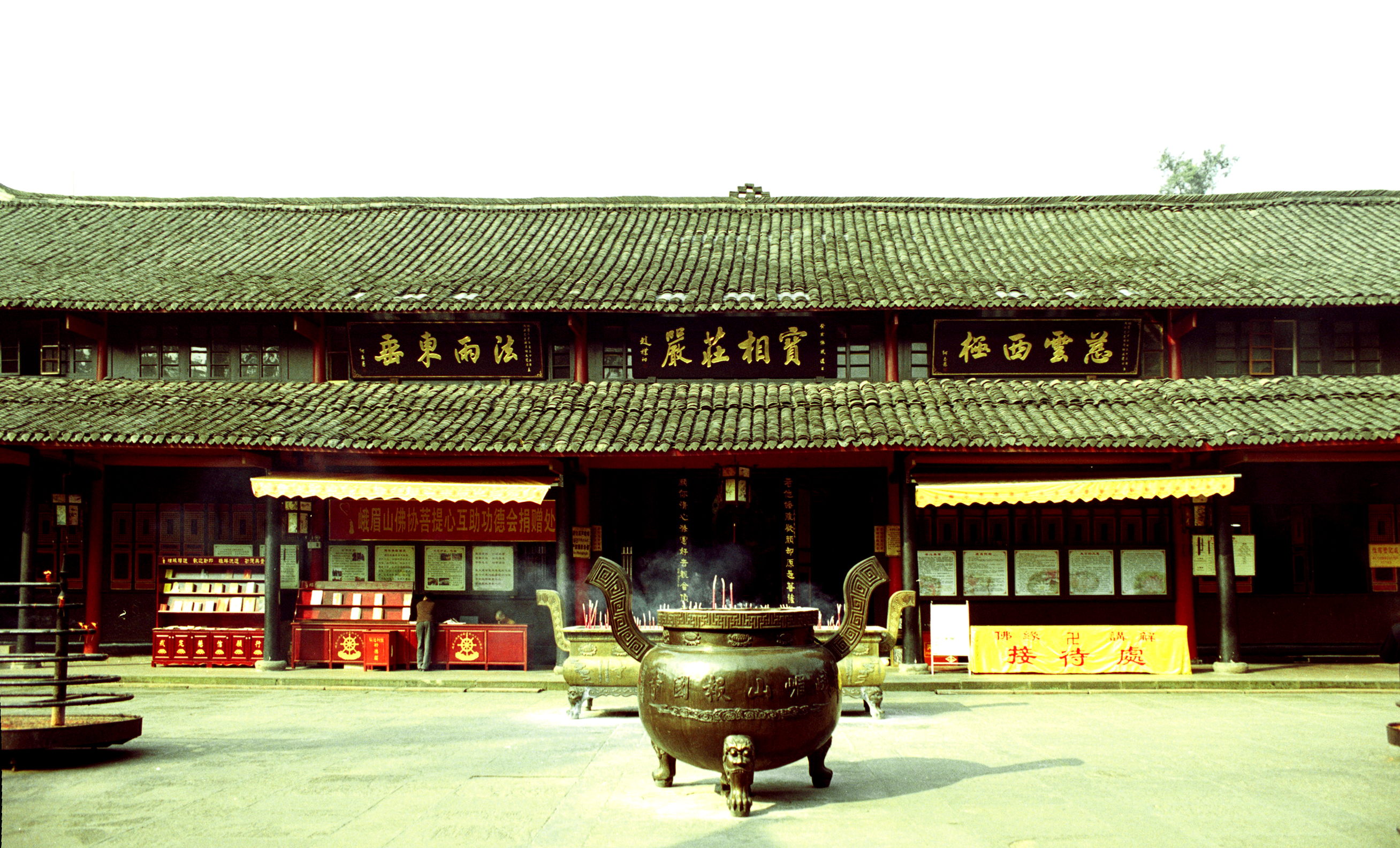
Maitreya-Halle a
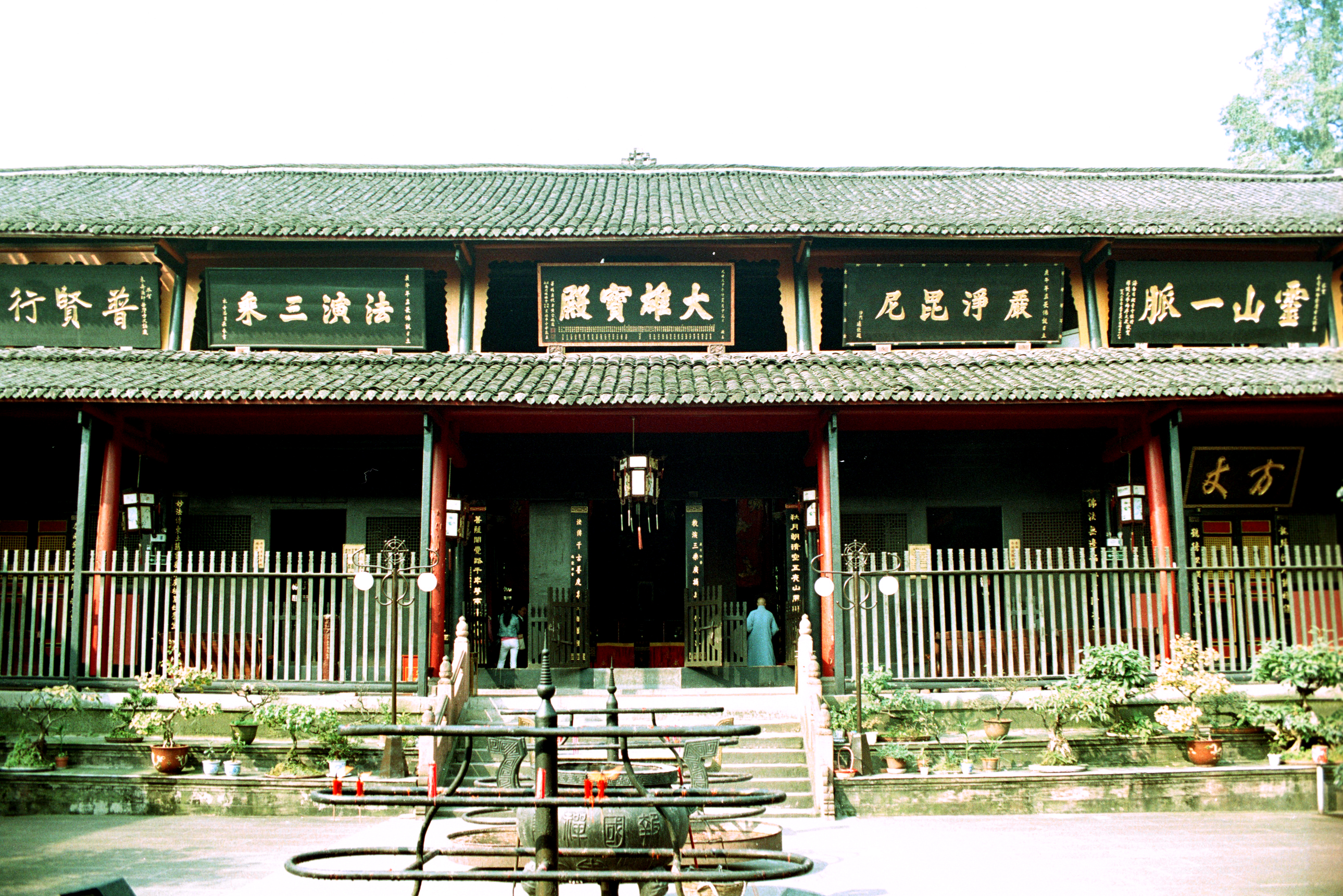
Haupt-Buddha-Halle b
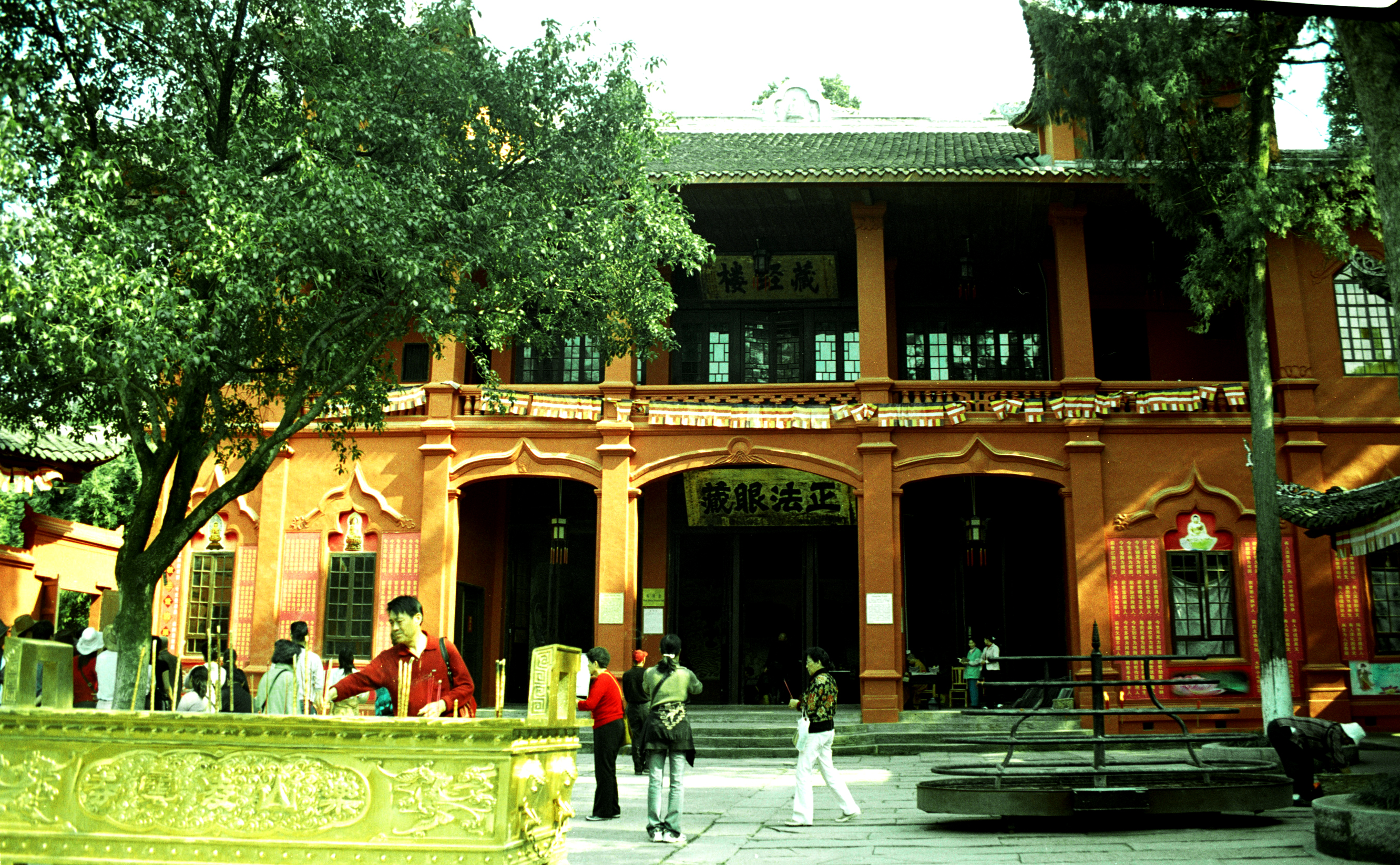
„Tripitaka-Pavillon“ c

Anmerkung